# Albières
Albières település Franciaországban, Aude megyében. Lakosainak száma 111 fő (2022. január 1.). Albières Arques, Auriac, Bouisse, Fourtou és Lanet községekkel határos.

## Népesség
A település népessége az elmúlt években az alábbi módon változott:
| Lakosok száma | 76   | 50   | 62   | 85   | 108  | 114  | 118  | 121  | 119  | 111  |
|               | 1968 | 1982 | 1990 | 2006 | 2013 | 2015 | 2017 | 2019 | 2020 | 2022 |